# Плотников Валерій Вікторович
Валерій Вікторович Плотников (рос. Валерий Викторович Плотников, нар. 12 червня 1962, Кашира) — колишній радянський та російський футболіст, що грав на позиції півзахисника.

## Ігрова кар'єра
У дорослому футболі дебютував 1980 року виступами за «Іскру» (Смоленськ), в якій три два сезони в Першій лізі, взявши участь у 56 матчах чемпіонату.
У сезоні 1983 року виступав за вищолігове ЦСКА (Москва), в якому зіграв 25 матчів в чемпіонаті і забив два голи.
Після цього знову виступав у Першій лізі за «Динамо» (Кашира), «Сокол» (Саратов) та «Ротор». Паралельно виступав в Вищій лізі за «Торпедо» (Москва), проте основним гравцем так і не став.
У сезоні 1990 року був гравцем вищолігового «Дніпра» (Дніпропетровськ), проте зіграв в чемпіонаті лише один матч, після чого перейшов в московський «Локомотив», якому допоміг повернутись в Вищу лігу.
Після розпаду СРСР перебрався до Німеччини, де завершив професійну ігрову кар'єру в нижчоліговому клубі «Людвігсбург», за який виступав протягом 1992–1993 років.